# Mossagölen (Ökna socken, Småland)
Mossagölen är en sjö i Vetlanda kommun i Småland och ingår i Emåns huvudavrinningsområde. Sjöns area är 0,007 kvadratkilometer och den befinner sig 194 meter över havet.